# Eero Markkanen
Eero Pekka Sakari Markkanen (* 3. Juli 1991 in Jyväskylä) ist ein finnischer Fußballspieler auf der Position eines Stürmers.

## Karriere

### Vereine
Eero Markkanen wuchs zunächst in Finnland auf und lebte zwei Jahre lang in Frankreich, da sein Vater Pekka Markkanen in dieser Zeit Basketball beim SLUC Nancy Basket spielte. Eero begann seine Karriere in seiner Geburtsstadt beim größten Fußballverein der Stadt, dem JJK Jyväskylä. Noch bevor er zu einem Einsatz in der Profimannschaft kommen konnte, wurde der großgewachsene Stürmer in den Jahren 2010 bis 2013 einige Male verliehen. Bei den Vereinen handelte es sich mit Ausnahme des HJK Helsinki, mit dem er Finnischer Meister in der Saison 2013 wurde, um unterklassige Vereine aus der Kakkonen und Kolmonen. Dort zeigte sich der junge Angreifer als sehr treffsicher, sodass er in der Folge auch bei seinem Stammverein Fuß fassen konnte. In insgesamt 22 Ligaspielen bis zu seinem Wechsel nach Schweden im Jahr 2014 erzielte er elf Tore für JJK. Im Dezember 2013 unterschrieb Markkanen einen Vertrag beim AIK Solna. Zu Beginn der Saison noch Einwechselspieler erspielte er sich schnell einen Stammplatz in der von Andreas Alm betreuten Mannschaft. Bis zum Sommer erzielte er sechs Saisontore in der Allsvenskan und war damit bis dato unter den erfolgreichsten Torschützen der Meisterschaft. Im Juli einigten sich AIK Solna und Real Madrid über einen Wechsel Markkanens. Wenngleich die Transfersumme nicht genannt wurde, gab AIK Solna an, dass es sich um eine der ökonomisch bedeutendsten Transaktionen des Klubs handele. Bei den Spaniern unterschrieb er einen bis 2018 laufenden Vertrag und stand darauf im Kader der Zweitmannschaft Real Madrid Castilla. Im August 2015 wurde Markkanen von Real Madrid Castilla-Trainer Zinedine Zidane wegen angeblicher großer Gewichtsprobleme aussortiert; der Finne solle 18 Kilogramm Übergewicht aufgewiesen haben. Danach war Markkanen vorerst vereinslos. Am 3. September 2015 unterschrieb er bei Rovaniemi PS und kehrte so wieder in seine Heimat Finnland zurück. Im November 2015 unterschrieb er einen Vertrag über drei Jahre beim schwedischen Erstligisten AIK Solna. Am 4. August 2017 wurde eine einjährige Leihe zum Zweitligisten Dynamo Dresden bekannt gegeben. Nachdem er bis zum Jahresende zu drei Einsätzen als Einwechselspieler gekommen war (kein Tor), fehlte er seit Anfang Januar 2018 unentschuldigt beim Training. Daraufhin wurde sein Leihvertrag am 12. Januar 2018 aufgelöst und Markkanen an den dänischen Klub Randers FC verliehen. Im August 2018 wechselte Markkanen ablösefrei zum schwedischen Erstligisten Dalkurd FF, bevor er nach nur einem Jahr zum indonesischen Verein PSM Makassar weiterzog. Nach einer kurzen Rückkehr nach Finnland, zu Haka Valkeakoski, wechselte er im Januar 2021 zum Orange County SC, in die USL Championship. Ein Jahr später kehrte er erneut in seine Heimat zurück und unterschrieb einen Vertrag bei Helsingfors IFK.

### Nationalmannschaft
Markkanen nahm im Jahr 2014 mit der finnischen A-Nationalmannschaft am Baltic Cup 2014 teil und debütierte im Turnierlauf unter Nationaltrainer Mixu Paatelainen gegen Litauen, als er für Roman Eremenko eingewechselt wurde. Bis 2019 absolvierte er 18 Partien und konnte dabei einen Treffer erzielen.

## Titel und Erfolge
- Finnischer Meister: 2013
- Indonesischer Pokalsieger: 2019

## Privates
Er ist der Sohn des ehemaligen finnischen Basketballspielers Pekka Markkanen. Seine  Brüder sind die Basketballspieler Miikka Markkanen und Lauri Markkanen.